# Breel Embolo
Breel Donald Embolo (* 14. Februar 1997 in Yaoundé, Kamerun) ist ein schweizerisch-kamerunischer Fussballspieler. Der Stürmer steht bei der AS Monaco unter Vertrag und spielt für die Schweizer Nationalmannschaft.

## Leben
Embolo wurde 1997 in der kamerunischen Hauptstadt Yaoundé geboren. Seine Mutter liess sich mit ihren beiden Söhnen in Basel nieder, da die Familie in Kamerun keine Perspektive sah. Im Dezember 2014, zwei Monate vor seinem 18. Geburtstag, erhielt Embolo per Einbürgerung das Schweizer Bürgerrecht. Ende Juni 2018 wurde er Vater einer Tochter.

## Karriere

### Vereine

#### Anfänge in der Schweiz
Embolo begann seine Fussballkarriere 2006 beim Basler Quartierverein Nordstern und wechselte 2008 zum BSC Old Boys Basel. 2010 schloss er sich dem FC Basel an und spielte dort im zweiten Nachwuchsteam der U-18, bis er aufgrund diverser verletzungsbedingter Ausfälle im Stammkader am 13. März 2014 im Europa-League-Spiel gegen den FC Red Bull Salzburg erstmals bei einem Profispiel eingewechselt wurde. Wenige Tage später, am 16. März 2014, gab er sein Ligadebüt in der ersten Mannschaft, als er beim Heimspiel im St. Jakob-Park gegen den FC Aarau in der 85. Minute ins Spiel kam. Nur vier Minuten nach seiner Einwechslung erzielte er sein erstes Tor zum 5:0-Endstand.
Für Embolo und den FC Basel war die Spielzeit 2014/15 sehr erfolgreich. Das Team beendete die Schweizer Meisterschaft 2014/15 zum 18. Mal als Meister mit zwölf Punkten Vorsprung auf den Zweitplatzierten BSC Young Boys und 25 Punkten Vorsprung auf den Drittplatzierten FC Zürich. Basel stand im Final des Schweizer Cups 2014/15, welcher gegen den FC Sion mit 0:3 verloren wurde. Embolo war aufgrund zweier gelber Karten gesperrt. In der Champions-League-Saison 2014/15 avancierte Basel bis in den Achtelfinal. Während der Spielzeit 2014/15 bestritt der FC Basel insgesamt 65 Partien (36 Meisterschafts-, sechs Cup-, acht Champions-League- und 15 Testspiele). Unter Trainer Paulo Sousa hatte Embolo insgesamt 54 Einsätze, davon 27 in der Super League, fünf im Cup, acht in der Champions League sowie 14 in Testspielen. Er schoss dabei 18 Tore, davon fünf in der Super League, sechs im Cup sowie je eines in der Champions League und in den Testspielen.
Embolos Vertrag wurde an seinem 18. Geburtstag bis zum 30. Juni 2019 verlängert. Unter Trainer Urs Fischer gewann Embolo in der Saison 2015/16 zum dritten Mal den Meistertitel mit dem FCB. Für den Club war es der siebte Titel in Serie und der insgesamt 19. Titel der Vereinsgeschichte.

#### Wechsel zum FC Schalke 04

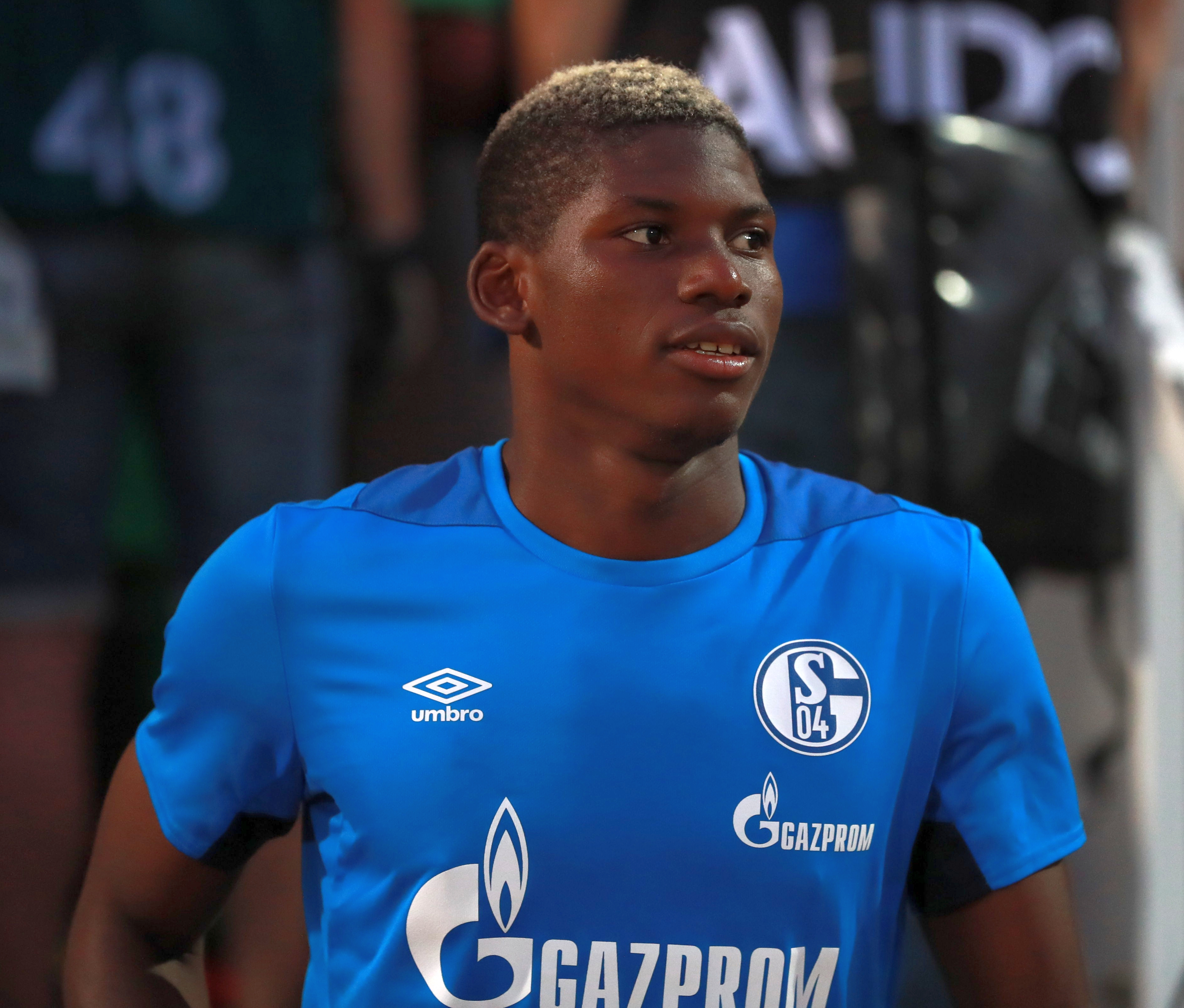
Breel Embolo (2018)

Zur Saison 2016/17 wechselte Embolo in die Bundesliga zum FC Schalke 04, bei dem er einen bis zum 30. Juni 2021 datierten Fünfjahresvertrag erhielt. Über die Ablösesumme wurde Stillschweigen vereinbart, Embolo gilt jedoch als teuerster Einkauf der Schalker Vereinsgeschichte – entsprechend gross waren die in ihn gesetzten Erwartungen. In seinem ersten Pflichtspiel für Schalke 04, dem DFB-Pokalspiel am 20. August 2016 gegen den FC 08 Villingen, erzielte er einen Treffer zum 4:1-Sieg. Am 6. Spieltag der Bundesliga erzielte er beim 4:0-Sieg gegen Borussia Mönchengladbach seine ersten beiden Bundesligatore und trug damit zu den ersten drei Punkten der Saison für Schalke bei. Im darauf folgenden Spiel beim FC Augsburg zog er sich durch ein rüdes Foul des Verteidigers Konstantinos Stafylidis eine komplizierte Fraktur des Sprunggelenks und einen Wadenbeinbruch zu. Ein Knochenödem verlängerte seine Ausfallzeit zusätzlich. Dadurch fiel er die gesamte restliche Saison aus. Es wurde sogar befürchtet, dass Embolo seine Karriere überhaupt nicht mehr fortsetzen könnte – dies wurde jedoch erst nach seinem Comeback in der Öffentlichkeit thematisiert.

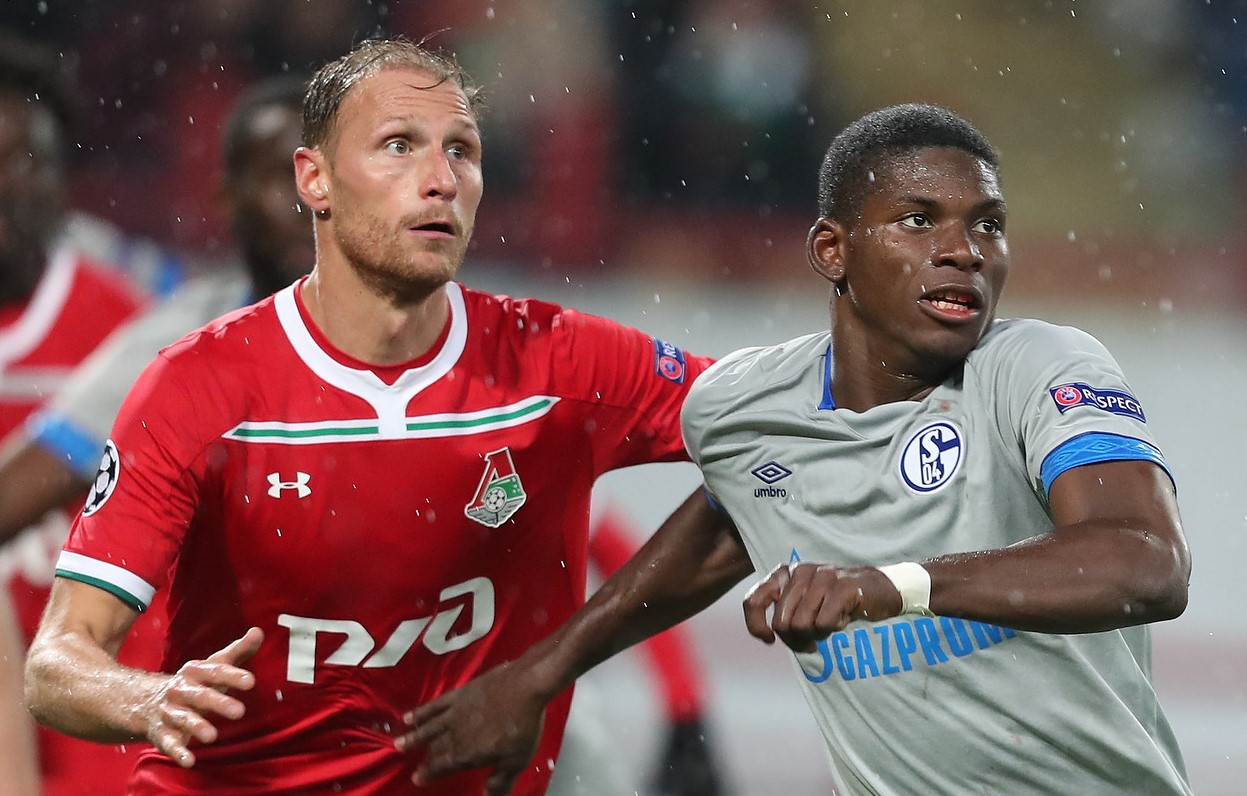
Breel Embolo im Europacupspiel gegen Lokomotive Moskau, im Duell gegen Benedikt Höwedes (links), 3. Oktober 2018.

Während der Vorbereitung auf die Saison 2017/18 gab Embolo sein Comeback, als er in einem Testspiel gegen Neftchi Baku eingewechselt wurde. Da sein Trainer Domenico Tedesco ihm noch keine Bundesligaeinsätze zutraute, absolvierte Embolo auf eigenen Wunsch zwei Spiele für die U23-Mannschaft. Somit gab er am 20. August 2017 sein Pflichtspielcomeback in der Oberliga gegen den SV Lippstadt 08. In der Bundesliga wurde er am 16. September 2017 (4. Spieltag) beim Gastspiel in Bremen zum ersten Mal nach seiner Verletzung eingesetzt. Die Saison beendete Embolo mit 21 Einsätzen, wovon viele nicht über die volle Distanz gingen. Er erzielte dabei drei Tore.
Obwohl er aufgrund eines Fussbruches in der darauffolgenden Saison 2018/19 zwölf Spiele verpasste, absolvierte er 20 Partien und erzielte dabei fünf Tore. Auch in der Champions League stand er fünfmal auf dem Platz, wobei ihm ein Tor gelang.

#### Wechsel nach Mönchengladbach

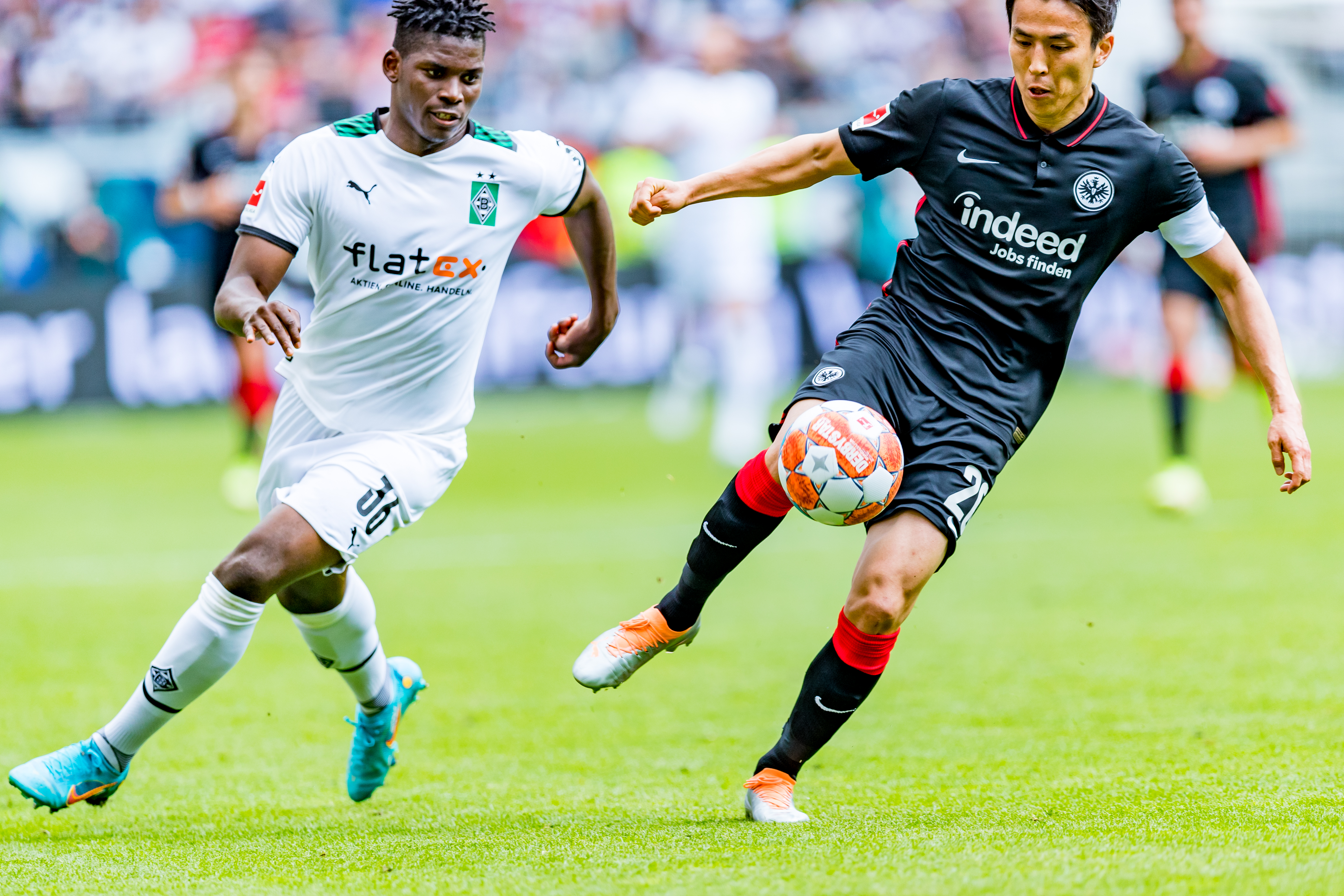
Breel Embolo im Bundesligaspiel gegen Eintracht Frankfurt, rechts im Bild Makoto Hasebe (Mai 2022)

Trotz der für ihn recht erfolgreichen Saison 2018/19 suchte Breel Embolo nach einem Neuanfang und wechselte zur Saison 2019/20 innerhalb der Bundesliga zu Borussia Mönchengladbach, wo er einen Vertrag bis 2023 unterschrieb. Sein erstes Spiel für den neuen Verein absolvierte er in der ersten Runde des DFB-Pokals gegen den SV Sandhausen, als er zur Halbzeit eingewechselt wurde. Auch in der Bundesliga konnte er sich direkt zeigen und absolvierte alle Spiele, bis er sich am neunten Spieltag eine Muskelverletzung zuzog, die ihn für zwei Spiele ausbremste. Sein erstes Tor für Borussia Mönchengladbach erzielte Embolo schon am zweiten Spieltag beim 3:1-Sieg gegen den 1. FSV Mainz 05.
Im Oktober 2021 war Embolo beim historischen 5:0-Sieg der deutschen 2. Cuprunde über den FC Bayern München an allen Toren direkt und indirekt beteiligt, indem er eins direkt durch einen Assist beitrug. Die nächsten zwei Tore bereitete Embolo indirekt vor, indem er entscheidend einen Flachpass in den gegnerischen Strafraum spielte, und im weiteren Spielverlauf wurde er im gleichen Strafraum gefoult, und dies führte zu einem erfolgreich abgeschlossenen Penalty. Die letzten beide Tore erzielte er selbst. Damit versetzte Embolo der Bayern-München-Historie die höchste Niederlage seit 43 Jahren und darüber hinaus die höchste Niederlage im deutschen Cupwettbewerb.

#### Wechsel nach Monaco
In der Vorbereitung zur Saison 2022/23 wechselte Embolo zur AS Monaco in die französische Ligue 1.

### Nationalmannschaften
Embolo kam 2012, als er noch keine Schweizer Staatsbürgerschaft besass, auf vier Einsätze für die U16-Auswahl des Schweizerischen Fussballverbands und erzielte dabei einen Treffer. Am 22. Mai 2014 kam er beim 2:0-Sieg gegen Dänemark zu seinem ersten Einsatz für die U21. Am 4. September 2014 debütierte er in der U20-Auswahl bei einem Freundschaftsspiel gegen Polen, das 1:1 ausging.
Bis zu der im Dezember 2014 erfolgten Einbürgerung konnte Embolo nur in Freundschaftsspielen eingesetzt werden. Am 15. Dezember 2014 entschied er sich für die Schweizer Fussballnationalmannschaft, nachdem auch der kamerunische Nationalverband um den Trainer Volker Finke um ihn geworben hatte. Am 9. Oktober 2015 schoss er für die Schweizer Fussballnationalmannschaft beim EM-Qualifikationsspiel gegen San Marino sein erstes Länderspieltor. Bei der Fussball-Europameisterschaft 2016 in Frankreich wurde er als jüngster Spieler eines Landes in das Aufgebot der Schweiz aufgenommen. In den ersten beiden Begegnungen (gegen Albanien und Rumänien) wurde er jeweils im Schlussdrittel eingewechselt, gegen Frankreich stand er erstmals in der Startaufstellung. Bei der Achtelfinalpartie gegen Polen wurde er in der 58. Minute eingewechselt. Das Team verlor im Penaltyschiessen und schied aus.

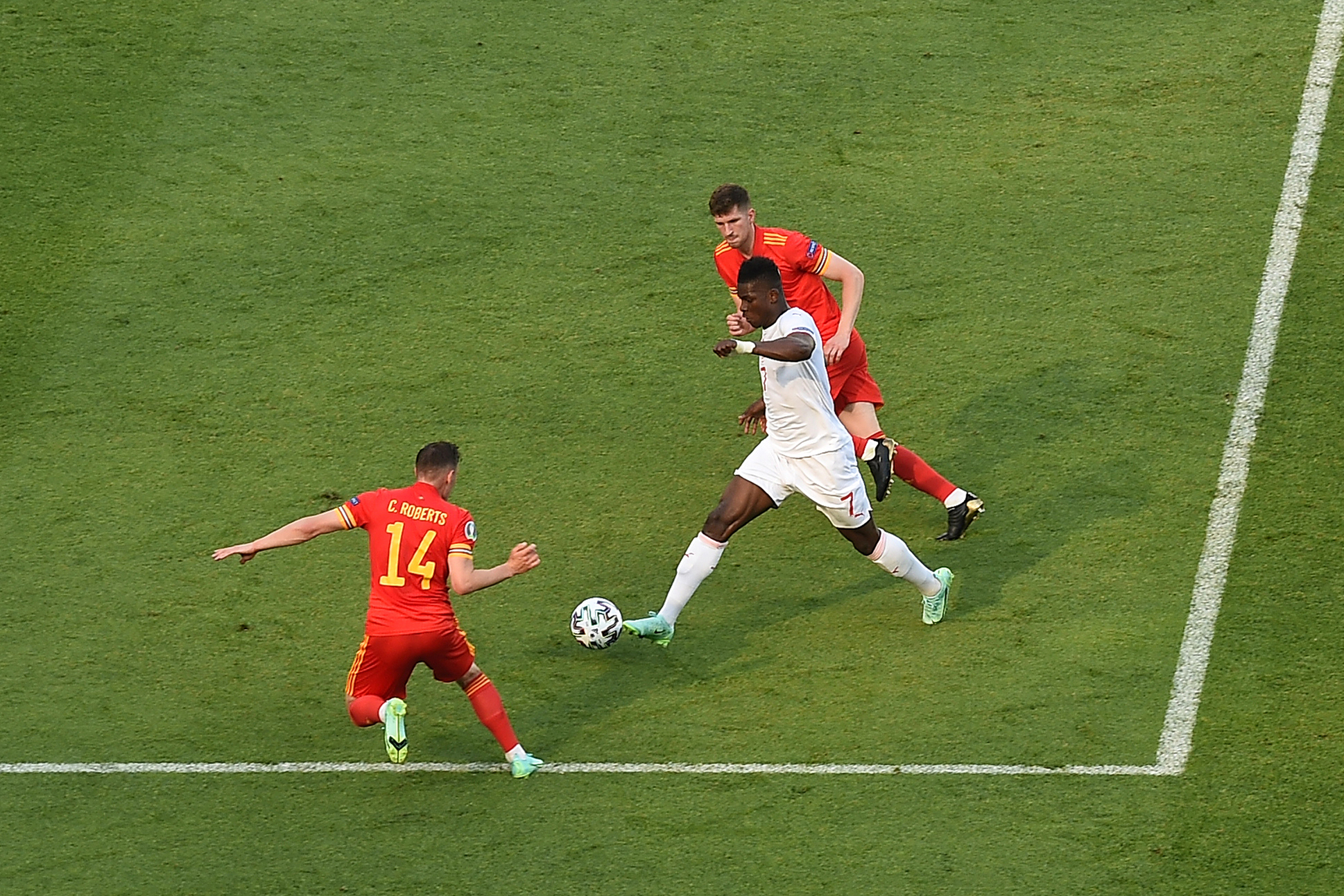
Breel Embolo beim Gruppenspiel gegen Wales in Baku, im Duell gegen Connor Roberts (links) und Chris Mepham (12. Juni 2021)

Bei der Weltmeisterschaft 2018 in Russland gehörte er zum Aufgebot der Schweiz. Er wurde in allen Spielen eingesetzt und schied mit der Mannschaft im Achtelfinal aus. Auch nach der Weltmeisterschaft gehörte Embolo zum Aufgebot der Nationalmannschaft, wenn er nicht verletzt war. So absolvierte er in der erfolgreichen Qualifikation zur Fussball-Europameisterschaft 2021 sechs Spiele von Beginn an. Die beiden letzten Partien verpasste er wegen einer Muskelverletzung. Für die Endrunde der Europameisterschaft 2021 wurde er von Trainer Vladimir Petković in das schweizerische Kader nominiert und schoss beim 1:1 gegen Wales den zwischenzeitlichen Führungstreffer für die Schweizer. Im weiteren Turnierverlauf erreichte er als Stammspieler mit der Mannschaft den Viertelfinal.

## Titel und Erfolge
- FC Basel
  - 3 × Schweizer Meister: 2013/14, 2014/15, 2015/16
  - 2 × Schweizer Cupfinalist: 2013/14, 2014/15[28]

- FC Schalke 04
  - Deutscher Vizemeister: 2017/18[28]

## Auszeichnungen
- Swiss Football League Best Youngster: 2014
- Mein-Spieler-Award (Publikumsliebling der Swiss Football League): 2014, 2015
- Schweizer Super League Best Player: 2015
- Ernannt in das Schweizer Super League Dream Team: 2015[29]

## Kontroverse
Internationale Aufmerksamkeit erhielt er durch die Teilnahme an einer illegalen Corona-Party mit 23 Teilnehmern am Baldeneysee in Essen. Nachdem er seine Teilnahme vehement dementiert hatte, wurde durch die Polizei Essen bekannt, dass der Spieler über das Dach der Gaststätte in eine naheliegende Wohnung geflüchtet war, wo die Polizei ihn alleine antraf. Darauf wurde eine «hohe Geldstrafe» durch Borussia Mönchengladbach verhängt. Als Versuch, den Vorfall aus der Welt zu schaffen, erfolgte aus «dem befreundeten Umfeld von Breel Embolo» eine «Kontaktaufnahme» zum Essener Oberbürgermeister Thomas Kufen (CDU). Die Stadt Essen verhängte schliesslich wegen Teilnahme an einer illegalen Party und Verstosses gegen die Maskenpflicht ein Bussgeld von 8400 Euro.
In der Schweiz wurde er zweimal wegen Verkehrsdelikten verurteilt. Im Juni 2023 wurde er wegen mehrfacher Drohung bei einer nächtlichen Auseinandersetzung aus dem Jahr 2018 in Basel zu einer bedingten Geldstrafe von 45 Tagessätzen à 3000 Franken mit Probezeit von zwei Jahren verurteilt.